# 山口陽世
山口 陽世（やまぐち はるよ、2004年〈平成16年〉2月23日 - ）は、日本のアイドルであり、女性アイドルグループ日向坂46のメンバーである。鳥取県出身。Seed & Flower所属。

## 略歴
2004年（平成16年）2月23日に鳥取県で生まれる。小学3年生から4年生の間に野球を経験しており、ポジションは外野手（右翼手）であった。野球は自身の特技であるとも語っている。中学時代にはバドミントン部に所属し、高校時代には女子バスケットボール部のマネージャーをしていた。
2018年（平成30年）8月19日、『坂道合同新規メンバー募集オーディション』に合格し、坂道研修生として活動を開始した。その後、2019年（令和元年）10月30日から11月21日まで、東京・愛知・大阪で開催された『坂道グループ合同 研修生ツアー』で初めてライブに参加する。
2020年（令和2年）2月16日、SHOWROOM配信にて、日向坂46に3期生として配属されることが発表された。同年7月31日、『HINATAZAKA46 Live Online, YES! with YOU! ～“22人”の音楽隊と風変わりな仲間たち～』で、日向坂46のメンバーとしてステージデビュー。同年9月23日に発売された日向坂46の1stアルバム『ひなたざか』より、同グループの音楽作品に参加している。
2022年（令和4年）5月31日、横浜スタジアムで開催されたプロ野球「日本生命セ・パ交流戦 横浜DeNAベイスターズ vs オリックス・バファローズ」で、初めての始球式を行った。そして、同年6月1日に発売した日向坂46の7thシングル『僕なんか』に収録されている楽曲「ゴーフルと君」では、初めてセンターポジションを担当している。
2023年（令和5年）4月10日、『さくらひなたロッチの伸びしろラジオ』（NHKラジオ第1放送）のレギュラーMCに就任する。同年6月14日に横浜スタジアムにて開催されたプロ野球「日本生命セ・パ交流戦 横浜DeNAベイスターズ vs 北海道日本ハムファイターズ」では、自身2度目の始球式を行った。7月12日から17日には、舞台『幕が上がる』にユッコ役として出演し、自身初の主演を務めた。
2024年（令和6年）3月2日、自身のファンの総称を「はるよんちの住人」に決定した。同年7月22日、鳥取県の『とっとりふるさと大使』に就任した。

## 人物
愛称は、ぱる、ぱるよ。6人兄弟の次女（5番目）で、三女（6番目）との双子である。日向坂46及び坂道グループでは初の鳥取県出身である。
日向坂46で同期の髙橋未来虹は山口について、「陽世は見た目もベビーフェイスだから"よしよし"したくなるけど、けっこうクールでサバサバしている面もある」と評している。また、大家族で育ったことから、周囲に人が居ない状況に違和感を感じるといい、自身の家には頻繁に、先輩後輩問わず多くのメンバーを招き入れる（後述）。

### 交友関係
自身が人見知りであったため、オーディション時によく会話していた人は、同じく西日本組の賀喜遥香（乃木坂46）くらいであったと語っている。一方の賀喜も人見知りで、オーディション時には山口と掛橋沙耶香（乃木坂46）くらいしか仲が良い人がいなかったと語っている。
坂道研修生に一緒に活動していた幸阪茉里乃（櫻坂46）、林瑠奈（乃木坂46）、増本綺良（櫻坂46）、弓木奈於（乃木坂46）などと仲が良い。増本からは、カルバッチョナルポポイガというあだ名を付けられている。
日向坂46では、同じく3期生の上村ひなの、髙橋未来虹、森本茉莉（生年月日が同じ）と仲が良く、プライベートで旅行に行くような仲である。1期生の東村芽依とは、バッティングセンターに行ったり、公園でキャッチボールをするような仲である。2期生の小坂菜緒とも、一緒にバッティングセンターに行くような交流がある。4期生の平尾帆夏とは、上京する前に鳥取県の同じ高校に在籍していた。また、1期生の佐々木美玲、東村芽依、2期生の河田陽菜、丹生明里、松田好花、4期生の正源司陽子、平岡海月、平尾帆夏、山下葉留花などは、同期生ではないが、自身の家に招くほどの仲である。他のメンバーと比べて多くのメンバーを家に招くため、山口とその招かれたメンバーたちは、「山口家連れ込み隊」とも称される。

### 嗜好・趣味
好きな色は自身のサイリウムカラーである黄色と緑色に加えて紫色を挙げている。
声優で歌手の水瀬いのりのファンであり、度々ライブ等のイベントに参加している。水瀬がパーソナリティを務めるラジオ『水瀬いのり MELODY FLAG』内で自身の名前が出たことを知ると「ほんっとーーーうに涙が出てくるほどありがたくて嬉しかった」と喜びをブログで綴った。また、アイドルが好きで、実家にはけやき坂46などの坂道グループのグッズが大量にある。
ゲーム、漫画を読むこと、アニメを観ることを趣味としている。

### 特技
野球が得意で、自己最高球速は94km/hを記録している。日向坂46の5thシングル『君しか勝たん』に収録されている個人PVにて、元プロ野球選手で、横浜DeNAベイスターズの監督も務めたアレックス・ラミレスに直接指導を受けた。この個人PVの予告が『日向坂46 OFFICIAL YouTube CHANNEL』で公開されると、たちまち大きな話題となった。また、ラミレスのYouTubeチャンネル『ラミちゃんねる』にて2021年10月22日・29日更新の動画にコラボ出演した他、2023年4月2日に横浜スタジアムで『4回目のひな誕祭』の2日目の公演が実施された際には、ラミレスがスペシャルゲストとして登場し、大きな話題を集めた。この時、山口はリリーフカーに乗って登場し、山口がピッチャー、ラミレスがキャッチャーとして、ステージ上で始球式に挑んでいる。

### 日向坂46
ペンライトカラーは、    パールグリーン ×     イエロー。
キャッチコピーは「ぷぅ～、ぱる。砂丘の中からこんにちは。山口陽世です。」。
自身が好きな野球関連のDVDを探していたところ、乃木坂46が総出演しているドラマ『初森ベマーズ』（テレビ東京）の存在を知った。それ以来、坂道グループを含めたアイドルが好きになり、グッズ収集や握手会への参加などをしていた。こういった理由から、坂道グループへの憧れがあった。自身が中学2年生の時に開催された『けやき坂46 追加メンバー募集オーディション』への応募は躊躇ってしまったものの、翌年開催された『坂道合同新規メンバー募集オーディション』に応募すると、同オーディションにて合格が決まった。しかし、グループへの配属とはならず、配属者以外には「坂道グループ合同研修生」となることを希望すれば活動が可能である旨が伝えられ、山口は研修生として活動することを選択した。
坂道研修生時代の初期は、人見知りで誰とも話せなかったと語っている。しかし、同じく研修生となったメンバーと次第に打ち解け、特に櫻坂46の増本綺良、幸阪茉里乃などとは非常に良好な仲であるという。2019年秋に行われた『坂道グループ合同 研修生ツアー』では、各坂道グループの楽曲を、1人につき1曲ずつセンターポジションに就いて披露し、山口は日向坂46の楽曲「キツネ」のセンターポジションを担当した。その後、2020年2月16日に日向坂46に加入する。

#### 楽曲・ユニット
「ゴーフルと君」「パクチー ピーマン グリーンピース」でセンターポジションを担当している。
佐々木美玲、河田陽菜、濱岸ひよりと共に、「酸っぱい自己嫌悪」を歌唱するユニット「みーぱんファミリー」に所属している。楽曲を持たない非公式ユニットとしては、東村芽依、渡辺莉奈との「ちっちゃいさんにん」、山下葉留花、平岡海月との「ネイチャー」、丹生明里との「にぶぱる」、松田好花との「このっぱる」、小坂菜緒との「なおっぱる」などがある。
グループの楽曲で好きなものは、「期待していない自分」「ママのドレス」「わずかな光」「君に話しておきたいこと」「ホントの時間」「好きということは…」である。

## 作品

### シングル
日向坂46
- 君しか勝たん（2021年5月26日、SRCL-11794/802）- EAN 4547366504392。
- 声の足跡（2021年5月26日、SRCL-11794/802）- EAN 4547366504392。
- Right?（2021年5月26日、SRCL-11796/7）- EAN 4547366504408。
- 膨大な夢に押し潰されて（2021年5月26日、SRCL-11802）- EAN 4547366504439。
- ってか（2021年10月27日、SRCL-11941/9）- EAN 4547366527520。
- 何度でも何度でも（2021年10月27日、SRCL-11941/9）- EAN 4547366527520。
- 思いがけないダブルレインボー（2021年10月27日、SRCL-11941/2）- EAN 4547366527520。
- 酸っぱい自己嫌悪（2021年10月27日、SRCL-12947/8）- EAN 4547366527568。
- アディショナルタイム（2021年10月27日、SRCL-11949）- EAN 4547366527568。
- 僕なんか（2022年6月1日、SRCL-12140/8）- EAN 4547366557145。
- 飛行機雲ができる理由（2022年6月1日、SRCL-12140/8）- EAN 4547366557145。
- ゴーフルと君（2022年6月1日、SRCL-12142/3）- EAN 4547366557152。
- 知らないうちに愛されていた（2022年6月1日、SRCL-12148）- EAN 4547366557176。
- 月と星が踊るMidnight（2022年10月26日、SRCL-12320/8）- EAN 4547366583045。
- HEY!OHISAMA!（2022年10月26日、SRCL-12320/8）- EAN 4547366583045。
- 一生一度の夏（2022年10月26日、SRCL-12328）- EAN 4547366583076。
- One choice（2023年4月19日、SRCL-12490/8）- EAN 4547366612684。
- 恋は逃げ足が早い（2023年4月19日、SRCL-12490/8）- EAN 4547366612684。
- パクチー ピーマン グリーンピース（2023年4月19日、SRCL-12494/5）- EAN 4547366612707。
- 友よ 一番星だ（2023年4月19日、SRCL-12498）- EAN 4547366612714。
- Am I ready?（2023年7月26日、SRCL-12610/8）- EAN 4547366625868。
- 接触と感情（2023年7月26日、SRCL-12610/1）- EAN 4547366625868。
- 愛のひきこもり（2023年7月26日、SRCL-12616/7）- EAN 4547366625905。
- ガラス窓が汚れてる（2023年7月26日、SRCL-12618）- EAN 4547366625899。
- 錆つかない剣を持て！（2024年5月8日、SRCL-12860/8）- EAN 4547366670318。
- どこまでが道なんだ？（2024年5月8日、SRCL-12860/1）- EAN 4547366670318。
- 僕に続け（2024年5月8日、SRCL-12868）- EAN 4547366670301。
- 君を覚えてない（2024年9月18日、SRCL-13000/8）- EAN 4547366698114。
- 雪は降る 心の世界に（2024年9月18日、SRCL-13006/7）- EAN 4547366719727。
- 卒業写真だけが知ってる（2025年1月29日、SRCL-13120/8）- EAN 4547366719680。
- 孤独たちよ（2025年1月29日、SRCL-13120/1）- EAN 4547366719680。
- Love yourself!（2025年5月21日、SRCL-13270/8）- EAN 4547366743081。
- You are forever（2025年5月21日、SRCL-13270/1）- EAN 4547366743081。
- 海風とわがまま（2025年5月21日、SRCL-13278）- EAN 4547366743128。

### アルバム
日向坂46
- ひなたざか（2020年9月23日、SRCL-11580/4）- EAN 4547366470109。
- 脈打つ感情（2023年11月8日、SRCL‐12720/6）‐ EAN 4547366647020。

### 映像作品
- ぱるよの星（2021年5月26日）- EAN 4547366504392。
- 声春っ!（2021年9月15日）- EAN 4988021718714、EAN 4988021140959。
- ひなたの夏休み（2021年10月27日）- EAN 4547366527520。
- ひなたのバス旅（2022年6月1日）- EAN 4547366557269、EAN 4547366557183。
- 日向坂46 3周年記念MEMORIAL LIVE 〜3回目のひな誕祭〜 in 東京ドーム（2022年7月20日）- EAN 4547366568318、EAN 4547366568301。
- 渡邉美穂 卒業セレモニー（2022年10月26日）- EAN 4547366583045、EAN 4547366583052。
- 希望と絶望（2022年12月21日）- EAN 4550450021729、EAN 4550450021736。
- 〜日向坂で会いましょう〜小坂菜緒のヒットキャンペーンで会いましょう（2023年1月1日）- EAN 4547366595918。
- 〜日向坂で会いましょう〜丹生明里の団体戦で会いましょう（2023年1月1日）- EAN 4547366595925。
- Happy Smile Tour 2022（2023年4月19日）- EAN 4547366612684、EAN 4547366612691。
- W-KEYAKI FES. 2022（2023年7月26日）- EAN 4547366625868、EAN 4547366625875。
- 日向坂46 4周年記念MEMORIAL LIVE 〜4回目のひな誕祭〜 in 横浜スタジアム（2023年9月13日）- EAN 4547366634235、EAN 4547366634228。
- 日向坂46「Happy Train Tour 2023」in 大阪城ホール（2023年11月8日）- EAN 4547366647020、EAN 4547366647037。
- ひらがなくりすます2018 & ひなくり2019〜2022 Complete Box（2023年12月24日）- EAN 4547366655889。
- 〜日向坂で会いましょう〜齊藤京子の野球を好きになりましょう（2024年1月31日）- EAN 4547366660821。
- 〜日向坂で会いましょう〜佐々木美玲のおひさまたちを釣りましょう（2024年1月31日）- EAN 4547366660791。
- 〜日向坂で会いましょう〜河田陽菜の秋頃に会いましょう（2024年1月31日）- EAN 4547366660784。
- 〜日向坂で会いましょう〜松田好花のリトルトゥースになりましょう（2024年1月31日）- EAN 4547366660807。
- 〜日向坂で会いましょう〜上村ひなのの三期生に出会いましょう（2024年1月31日）- EAN 4547366660814。
- 日向坂46 齊藤京子卒業コンサート&5周年記念MEMORIAL LIVE 〜5回目のひな誕祭〜 in 横浜スタジアム（2024年7月24日）- EAN 4547366690101、EAN 4547366690088。
- 11th Single ひなた坂46 LIVE 〜Director's Cut Collections〜（2024年9月18日）- EAN 4547366698114、EAN 4547366698121、EAN 4547366698145、EAN 4547366698152。
- Behind the scenes of 11th Single ひなた坂46 LIVE（2024年9月18日）- EAN 4547366698138。
- BEST MUSIC VIDEO COLLECTION 2015-2024（2024年12月3日）- EAN 4547366713909。
- 〜日向坂で会いましょう〜新年早々バトりましょう（2025年4月9日）- EAN 4547366731361。
- 〜日向坂で会いましょう〜OBKを炙り出しましょう（2025年4月9日）- EAN 4547366731323。
- 〜日向坂で会いましょう〜ポンコツたちを集めましょう（2025年4月9日）- EAN 4547366731330。
- 〜日向坂で会いましょう〜四期生を知ってもらいましょう（2025年4月9日）- EAN 4547366731354。
- 〜日向坂で会いましょう〜宮崎に行きましょう（2025年4月9日）- EAN 4547366731347。
- ひなたフェス2024（2025年5月21日）- EAN 4547366743081、EAN 4547366743098、EAN 4547366743104。
- Behind the scenes of ひなたフェス2024（2025年5月21日）- EAN 4547366743111。
- 日向坂46 6周年記念MEMORIAL LIVE 〜6回目のひな誕祭〜 in 横浜スタジアム（2025年7月23日）- EAN 4547366757309、EAN 4547366757316、EAN 4547366757323。

## 出演

### テレビドラマ
- 声春っ!（2021年5月27日 - 7月1日、日本テレビ）- 加恋 役[75]。
- 社畜人ヤブー（2025年4月4日 - 6月20日、BS松竹東急） - 七瀬杏梨 役[76][77]。

### 情報・バラエティ番組
- 戦闘中 〜激突! 最強VS最強〜（2022年10月9日、フジテレビ）[78]
- いろ★ドリ「√るーと 特別編」（2023年1月24日 - 25日、NHK鳥取）- ナレーション[79][80]。
- オードリーのNFL倶楽部（2024年1月26日・10月18日、日本テレビ）
- PAL HUNTER Lemino（2024年3月27日、Lemino）[81][82][83][84]

### ラジオ
- さくらひなたロッチの伸びしろラジオ（2023年4月10日 - 2024年3月18日、NHKラジオ第1）- レギュラーMC[21][85]。

### ネット配信
- アレックス・ラミレス 公式YouTubeチャンネル「ラミちゃんねる」
  - 前編（2021年10月22日、YouTube）[56][86]
  - 後編（2021年10月29日、YouTube）[57][87]
- 山陰放送「君にエール」（2022年3月22日、YouTube・Twitter）[88][89]

### イベント
- 始球式
  - セ・パ交流戦「横浜DeNAベイスターズ vs オリックス・バファローズ」（2022年5月31日、横浜スタジアム）[9][19]
  - セ・パ交流戦「横浜DeNAベイスターズ vs 北海道日本ハムファイターズ」（2023年6月14日、横浜スタジアム）[22]

### 舞台
- 幕が上がる（2023年7月12日 - 17日、サンシャイン劇場）- ユッコ 役[注 3][23][7]。